# Zeeolifanten
De zeeolifanten (Mirounga) zijn een geslacht van zeer grote zeehonden. De zeeolifanten behoren tot de grotere levende zeeroofdieren. Zeeolifanten danken hun naam aan hun grootte en de slurfachtige neus van de mannetjes.

## Kenmerken
Volwassen mannetjes ("bullen") kunnen zes meter lang en 3000 kg zwaar worden. De vrouwtjes kunnen drie meter groot en 650 kg zwaar worden. De neus van volwassen mannetjes is sterk uitgegroeid tot een slurf, die over de bek heen hangt. Zij kunnen hiermee brulgeluiden produceren, vooral bij competitie om vrouwtjes. Mannetjes hebben meerdere vrouwtjes, waarbij een succesvol mannetje wel vijftig vrouwtjes per seizoen kan bevruchten.
Zeeolifanten zijn goede duikers. Duikrecords onder zeehonden staan op de naam van zeeolifanten. Eén zuidelijke zeeolifant is weleens twee uur lang onder water gebleven, van een noordelijke zeeolifant is bekend dat hij ongeveer anderhalve kilometer diep dook. Een vrouwtje kan gemiddeld twintig minuten, een mannetje gemiddeld een uur onder water blijven. Ze zijn door hun dikke vetlaag goed beschermd tegen koud water.

## Voortbeweging
Zeeolifanten hebben net als andere zeehonden ge-atrofieerde achterpoten die samen de staart en staartvin vormen. Elk van deze ‘voeten’ heeft vijf lange zwemvliezen waarmee ze druk op het water uitoefenen tijdens het zwemmen. De borstvinnen worden daarbij nauwelijks gebruikt. Hoewel hun vinvormige achterpoten niet geschikt zijn om te lopen, gebruiken de dieren deze toch om hun lichaam voort te stuwen, ongeveer zoals een rups dat ook doet. Hierdoor zijn ze in staat korte afstanden relatief snel af te leggen, bijvoorbeeld om naar het water terug te keren, achter een vrouwtje aan te gaan of om een indringer te verjagen.

## Soorten
Er zijn twee soorten, de noordelijke zeeolifant (Mirounga angustirostris), die voorkomt langs de westkust van Noord-Amerika, en de zuidelijke zeeolifant (Mirounga leonina), die voorkomt in de gematigde en subantarctische wateren van de Zuidelijke Oceaan.

## Voortplanting
In de voortplantingstijd verzamelt een sterke bul een harem van ongeveer twintig vrouwtjes. Om deze harem en een stuk strand te kunnen veroveren voor het verwekken van nageslacht, moet hij met andere mannetjes vechten. Deze gevechten zijn zeer agressief en kunnen diepe littekens veroorzaken. Soms eindigen ze zelfs in de dood. Jongere mannetjes zijn meestal niet sterk genoeg om een harem te veroveren, en over het algemeen zal slechts één op de tien bullen ooit de gelegenheid krijgen om te paren.
De paring vindt plaats op het strand. Hierbij maakt de bul gebruik van zijn lichaamsgewicht: vrouwtjes die niet bereid zijn om te paren, worden met het volle gewicht naar beneden gedrukt, waarna de bul met dwang probeert te paren. Vrouwtjes die te veel tegenstribbelen worden zeer hard gebeten. Jongen raken op deze manier meestal hun moeder kwijt. Ook komt het regelmatig voor dat jongen (per ongeluk) doodgedrukt worden door de bullen.

## Bedreiging
In de negentiende eeuw zijn beide soorten zwaar bejaagd voor hun dikke vetlaag. Vooral de noordelijke soort had het zwaar te verduren, en stond op de rand van uitsterven. Aan het einde van de negentiende eeuw waren er waarschijnlijk niet meer dan twintig dieren. Tegenwoordig komen beide soorten weer in grote aantallen voor. Het aantal noordelijke zeeolifanten is in een eeuw gestegen van nog geen twintig naar rond de 125.000 in 1992.
Een recente bedreiging is het vogelgriepvirus H5N1, waarvoor de zeeolifant, net als overigens alle robbensoorten, zeer gevoelig is. In oktober 2023 leidde dit al tot een massale sterfte in Argentinië. Op het strand van het schiereiland Valdés in de zuidelijke provincie Chubut werden meer dan 1300 dode jonge zeeolifanten aangetroffen als gevolg van een uitbraak van vogelgriep.